# 漢諾威廣場1號

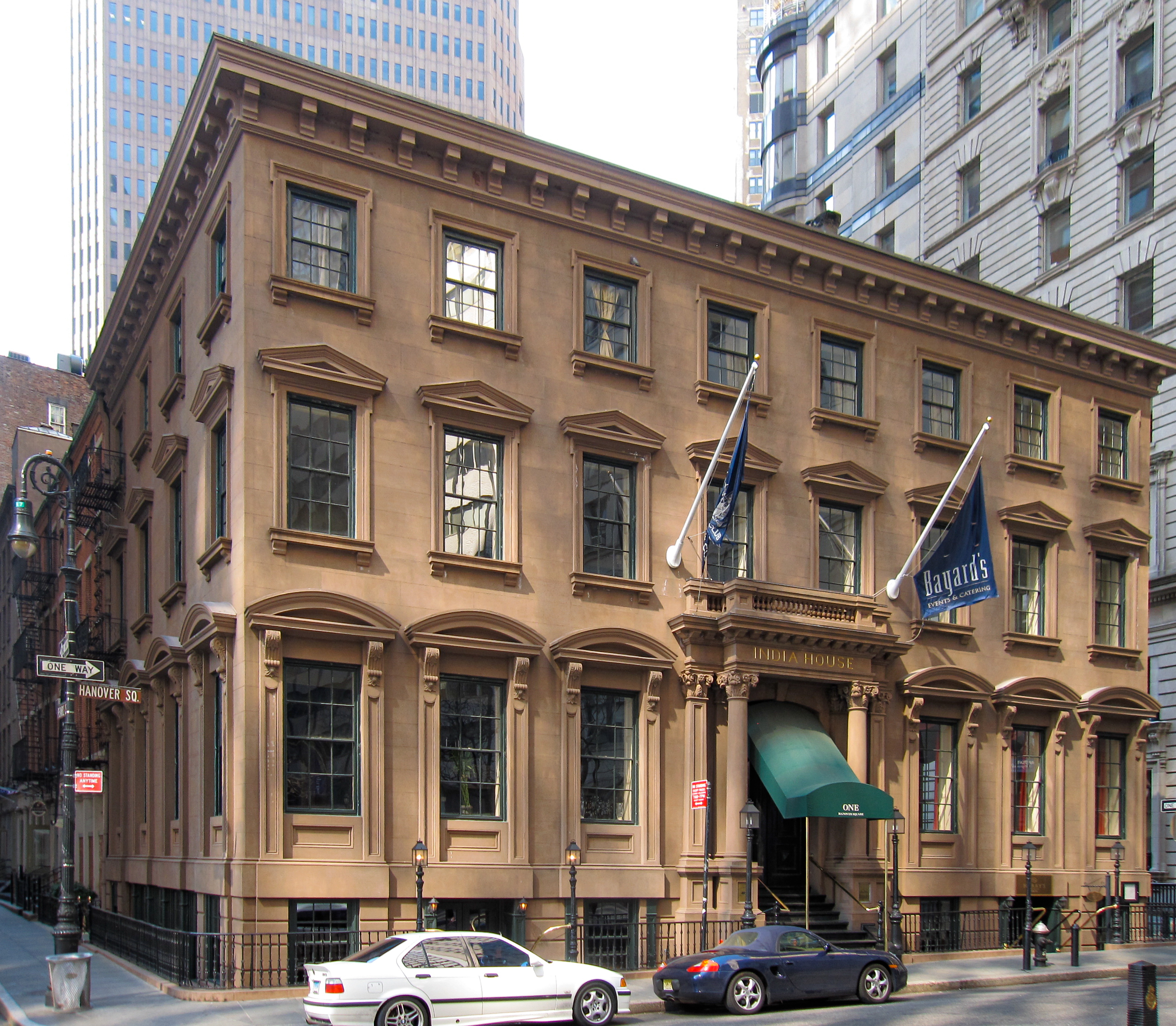

漢諾威廣場1號（1 Hanover Square）是美國紐約市的一座建築，位於下曼哈頓金融區漢諾威廣場的西南角。這座建築曾經是紐約棉花交易所的辦公地點。1965年，這座建築被紐約市地標保護委員會列入紐約市地標。1977年，該建築被列入美國國家歷史名勝。

## 外部連結
- India House website （页面存档备份，存于）
- Harry's website （页面存档备份，存于）
- New York Board of Trade （页面存档备份，存于）